# Gare centrale de Rotterdam
Pour les articles homonymes, voir Gare centrale.
La gare centrale de Rotterdam ou gare de Rotterdam-Central (en néerlandais : Station Rotterdam Centraal, communément appelée Centraal Station) est la principale gare de la ville néerlandaise de Rotterdam. Elle est la troisième gare néerlandaise la plus fréquentée, après Utrecht-Central et Amsterdam-Central.

## Histoire
Avant la Seconde Guerre mondiale, la ville compte plusieurs gares dans son centre. La gare centrale est conçue comme unique gare du centre-ville, lors de la reconstruction après le conflit. Construite en 1957 selon les plans de l'architecte Van Ravesteyn, elle est détruite en 2008 dans le cadre d'une refonte du quartier entamée en 2004. La nouvelle gare a par la suite été inaugurée par le roi Willem-Alexander.

## Service des voyageurs

### Desserte
Reliée directement à l'aéroport d'Amsterdam-Schiphol, elle permet aussi la mise en relation avec les principales villes du pays, au rythme d'un train toutes les 30 min dans la plupart des directions.

### Intermodalité
La gare est desservie par les lignes D et E du métro de Rotterdam.